# Lallio
Lallio är en ort och kommun i provinsen Bergamo i regionen Lombardiet i Italien. Kommunen hade 4 082 invånare (2018).